# بيس مايرسون
بيس مايرسون (بالإنجليزية: Bess Myerson)‏ (16 يوليو 1924م - 14 ديسمبر 2014م) كانت سياسية أمريكية وعارضة أزياء وممثلة تلفزيونية اشتهرت بكونها أول ملكة جمال أمريكية يهودية عام 1945م، فقد كانت الشخص الوحيد الذي فاز باللقب من هذه الديانة
وقد اعتبر إنجازها مؤكدا لمكانة اليهود في الحياة الأمريكية بعد المحرقة اليهودية (الهولوكوست). وكانت بطلة في أعين المجتمع اليهودي حيث كانت «أشهر فتاة جميلة منذ عهد الملكة استير»
وقد ظهرت مايرسون على شاشات التلفزيون بشكل متكرر في خمسينات وستينات القرن الماضي. كذلك كانت مفوضا في حكومة مدينة نيويورك كما أنها عملت في اللجان الرئاسية من عام 1960م حتى عام 1980م. بالإضافة إلى ترشحها لمجلس الشيوخ الأمريكي الذي لم يكلل بالنجاح. وأخيرا انتهت حياتها المهنية في الخدمة العامة في أواخر الثمانينات عندما تم اتهامها بتهمة الرشوة والتآمر، ومن ثم تمت تبرئتها بعد محاكمة علنية.

## سيرتها
ولدت ميرسون في برونكس في نيويورك للويس ميرسون وبيلا (ني بوديل) الذين كانا من المهاجرين اليهود من روسيا. وعمل والد ميرسون كدهان وعامل ونجار. انتقلت الأسرة بعد ولادة ميرسون من برونكس الجنوبية إلى منازل شالوم أليخم (تعني السلام عليكم بالعبرية) وهي مجمع سكني تابع لإحدى التعاونيات في شمال برونكس. وكان لميرسون ثلاثة إخوة: أختها الصغرى هيلين وأخت كبرى تدعى سيلفيا وأخوها يوسف الذي توفي في سن الثالثة قبل ولادتها.
وتربت ميرسون على أن العلم والمعرفة أهم من الجمال الجسدي. وكان جيرانها من الشعراء والكتاب والفنانين بالإضافة إلى التجار. بلغت ميرسون طول الرشد عندما كانت في الثانية عشرة من عمرها، وفاقت بقية الأطفال طولا، حتى أنها قالت إنها كانت تشعر بأنها «محرجة وبلهاء» خلال فترة ما قبل المراهقة.   
بدأت مايرسون بتعلم العزف على البيانو في سن التاسعة، وفي عام 1937م كانت في الدرجة الثانية في مدرسة نيويورك العليا للموسيقى والفن، والتي تخرجت منها عام 1941م. التحقت بكلية هانتر وتخرجت منها بمرتبة شرف وبشهادة بكالوريوس في الموسيقى والفن عام 1945 م.
قدمت مايرسون دروس في عزف البيانو بقيمة خمسين سنت في الساعة وعملت مستشارة للموسيقى في مخيم صيفي للبنات في فيرمونت لتعيل نفسها وأسرتها.

### ملكة جمال أمريكا
عندما أصبح عمر مايرسون 21 عامًا وصل طولها لخمسة أقدام وعشرة إنشات (178 سم) وكان لها شعر بني غزير. قام جون س. بيب، متقاعد قاس ومصور غير محترف، بترشيح مارسون لمسابقة جمال مدينة نيويورك دون علمها، كما قام بتوظيفها كعارضة أزياء عندما كانت في الكلية.غضبت مايرسون عندما علمت بأمر المسابقة من أختها سيلفيا، التي كانت على معرفة ببيب، لأنها كانت تعتقد بأن مسابقة الجمال شيء «محرج». ومع ذلك قامت سيلفيا بإقناعها للتنافس وقامت بالمشاركة في المسابقة بملابس سباحة قد قامت باستعارتها. بعدها أصبحت مايرسون تستمتع بالتنافس في مسابقة الجمال حيث أنها تميزت على منافساتها بسبب طولها.
وقد فازت بتاريخ 15 أغسطس في سنة 1945م. ومن ثم انتقلت إلى مسابقة جمال أمريكا وكان جزءا من دافعها الحصول على منحة تقدر ب5000 دولار مقدمة للفائزة. وقالت للصحفيين أنها تريد أن تشتري بيانو ستينواي الكبير بذلك المال.
مثلت مايرسون نفسها كملكة جمال نيو يورك في مسابقة جمال أمريكا لعام 1945م وتنافست في جزء المواهب من المسابقة قامت بأداء معزوفة لإيدفارد جريج وجورج جيرشوين.
تعرضت مايرسون قبل المنافسة لضغوطات لاختيار اسم مستعار يبدو أقل يهودية ولكنها رفضت مما عرضها للمعاداة السامية، وبعد أن فازت باللقب في 8 سبتمبر 1945 م قام ثلاثة من رعاة المسابقة الخمسة بالتراجع عن تمثيلها لشركاتهم كملكة جمال أمريكا
قامت مايرسون باستخدام أموال منحة المسابقة للدفع للدراسات العليا في مدرسة جوليارد للفنون وجامعة كولومبيا. وكونها عازفة بيانو طموحة قامت مايرسون بالعزف في جولة فودفيل المسرحية لفترة وجيزة قبل أن تدرك أن الجماهير بدأت بالتزايد. وبسبب رغبة الناس برؤيتها بملابس السباحة، قامت مايرسون بالغناء مع نيويورك فيلهارمونيك وظهرت في قاعة كارنيجي. وفي السنة التي حصلت فيها ميرسون على لقب ملكة جمال أمريكا، واجهت الكثير من اللوحات المكتوب عليها «لا لليهود» معلقة في الفنادق والنوادي الريفية. مما جعلها تلقي محاضرات تمثل فيها رابطة مكافحة التشهير اليهودية تحت عنوان «لا يمكن أن تكوني جميلة وتكرهي أحدا».

## روابط خارجية
- بيس مايرسون على موقع IMDb (الإنجليزية)
- بيس مايرسون على موقع إن إن دي بي (الإنجليزية)
- بيس مايرسون على موقع ديسكوغز (الإنجليزية)